# Oxyrhachis jucunda
Oxyrhachis jucunda är en insektsart som beskrevs av Capener 1962. Oxyrhachis jucunda ingår i släktet Oxyrhachis och familjen hornstritar. Inga underarter finns listade i Catalogue of Life.